# Konsztandínosz Kozanitász
Jeórjiosz Alimbrándisz (görögül: Κωνσταντίνος Κοζανιτας; 1880 – 1954) olimpiai bronzérmes görög tornász.
Az 1906. évi nyári olimpiai játékokon indult tornában, és kötélmászásban bronzérmes lett. Ebben a versenyszámban 10 méter magasra kellett felmászni és a leggyorsabb nyert. (Később ezt az olimpiát a Nemzetközi Olimpiai Bizottság nem hivatalosnak nyilvánította)
A Panakhaikos Etairia Patron volt az egyesülete.